# Gemischte Strategie
Der Begriff der gemischten Strategie wird in der Spieltheorie als Verallgemeinerung des Begriffes der (reinen) Strategie verwendet. Eine Strategie ist eine vor einem Spiel erfolgte Festlegung eines vollständigen Handlungsplans. Bei einer gemischten Strategie trifft der Spieler keine direkte Entscheidung, sondern er wählt einen Zufallsmechanismus, der eine reine Strategie bestimmt. Die in einem Spiel getroffene Entscheidung für einen konkreten Handlungsplan ist damit rein zufällig und unterliegt nur indirekt strategischen Erwägungen, soweit der Spieler sie bei der Auswahl des Zufallsmechanismus berücksichtigt hat. Mathematisch wird eine gemischte Strategie durch eine Wahrscheinlichkeitsverteilung über den reinen Strategien charakterisiert.
Den Übergang von einem Spiel, für das nur reine Strategien betrachtet werden, zu dem Spiel, bei dem auch gemischte Strategien zugelassen sind, bezeichnet man auch als gemischte Erweiterung.
Gemischte Strategien wurden erstmals von Émile Borel (1921) und John von Neumann (1928) verwendet.

## Existenz eines Nash-Gleichgewichts unter gemischten Strategien
Bei einigen Normalform-Spielen gibt es im Bereich der reinen Strategien kein Nash-Gleichgewicht. Das heißt, es gibt keine Strategiekombination, von der ausgehend kein einzelner Spieler für sich einen Vorteil erzielen kann, indem er allein seine Strategie verändert. Jedoch besitzt jedes endliche Spiel ein Nash-Gleichgewicht in gemischten Strategien. Ein Nash-Gleichgewicht in gemischten Strategien besteht folglich aus einer gemischten Strategie für jeden Spieler, mit der Eigenschaft, dass die gemischte Strategie eines jeden Spielers die beste Antwort auf die gemischten Strategien der anderen Spieler bildet.

## Beispiele

### Symmetrisches Spiel
2 Spieler haben je eine schwarze und eine weiße Murmel. Die Regeln lauten: Spieler A gewinnt, wenn die Farben der Murmeln beim Ziehen gleich sind (schwarz-schwarz oder weiß-weiß). Spieler B gewinnt, wenn die Farben der Murmeln unterschiedlich sind (weiß-schwarz oder schwarz-weiß). Wie könnte die Strategie von Spieler A aussehen? Wählt er die schwarze Murmel, wird Spieler B immer die Weiße wählen und Spieler A verliert. Selbst wenn Spieler A seine Strategie ändert und sich für die weiße Murmel entscheidet, ändert Spieler B seine Strategie ebenfalls und wählt diesmal als Antwort schwarz – A verliert wieder.
Beginnt Spieler B, wird Spieler A seine Strategie ebenfalls anpassen. Daraus folgt, dass kein Spieler durch die richtige Kombination von Murmeln einen Vorteil erzielen kann. Wenn der Gegner die Strategie errät, kann er immer eine passende Gegenstrategie wählen, die ihm den Sieg sichert und umgekehrt.
| Spieler A / Spieler B | schwarz | weiß  |
| --------------------- | ------- | ----- |
| schwarz               | 1, −1   | −1, 1 |
| weiß                  | −1, 1   | 1, −1 |

In diesem beschriebenen Spiel kann es kein Nash-Gleichgewicht geben, wenn beide Spieler eine reine Strategie wählen. Abhilfe kann nur eine randomisierte Auswahl sein, also ein Spiel mittels zufälliger Auswahl der Vorgehensweisen.
Nur wenn beide Spieler rein zufällig mit einer Wahrscheinlichkeit von 50 % die weiße oder schwarze Murmel nehmen, gäbe es für keinen den Anreiz von dieser zufälligen Strategie abzuweichen und es entsteht zwangsläufig ein Nash-Gleichgewicht.
Der Beweis:
{\displaystyle \left({\begin{array}{cc}1&-1\\-1&1\end{array}}\right)\cdot \left({{\frac {1}{2}} \atop {\frac {1}{2}}}\right)=\left({0 \atop 0}\right)}
Praktisch lässt sich das Problem beim oben beschriebenen Beispiel so lösen, dass beide Spieler die Murmeln aus einem abgedunkelten Gefäß ziehen (Urnenziehung).

### Asymmetrisches Spiel
Spielerin A muss ihr Auto parken und kann dafür zwischen einem sehr bequemen Parkplatz, der leider illegal ist und einem legalen, aber weit entfernten Parkplatz wählen. Der bequeme Parkplatz sichert ihr einen Gewinn von 10 (wenn sie nicht erwischt wird) und der weiter entfernte enthält keinen Gewinn (also 0). Wird sie auf dem bequemen Parkplatz erwischt, muss sie Strafe zahlen (ihr Verlust beträgt hier -90). Spieler B ist von der Stadt und kann die Parkplätze überprüfen. Da Inspizieren Zeit kostet beträgt die entsprechende Auszahlung -1. Gleichzeitig verursacht illegales Parken der Stadt hohe Verluste in Höhe von -10. Diese Verluste werden teilweise ausgeglichen, wenn die Falschparkerin erwischt wird und eine Strafe zahlen muss, dann sind es für die Stadt -6. Die Situation ist in folgender Gewinnmatrix dargestellt:
| Autofahrerin / Inspektor | Prüfen  | Nicht Prüfen |
| ------------------------ | ------- | ------------ |
| Illegal Parken           | -90, -6 | 10,-10       |
| Legal Parken             | 0,-1    | 0,0          |

Hier gibt es kein Nash-Gleichgewicht in reinen Strategien. Die Fahrerin wählt legales Parken und der Inspektor inspiziert. Es wäre aber besser wenn die Fahrerin legal parkt und gar nicht erst inspiziert werden muss.
Dennoch kann eine Auswahl der Strategien randomisiert erfolgen. Dazu nehmen wir an, die Autofahrerin parkt mit Wahrscheinlichkeit {\displaystyle x} auf dem bequemen, illegalen Parkplatz. Folglich wählt sie mit der Gegenwahrscheinlichkeit {\displaystyle 1-x} den weiter entfernten Parkplatz. Sie möchte diese Wahrscheinlichkeiten so wählen, dass der Inspektor keinen Anreiz hat, von seiner Strategie abzuweichen. Also muss sie seinen erwarteten Gewinn für seine beiden Strategien gleich groß machen. Entscheidet sich der Inspektor zur Kontrolle, so ist sein erwarteter Gewinn {\displaystyle -6\cdot x+(-1)\cdot (1-x)}. Entscheidet sich der Inspektor nicht zu kontrollieren, so ist sein erwarteter Gewinn {\displaystyle -10\cdot x+0\cdot (1-x)}. Durch Gleichsetzen dieser Terme erhalten wir {\displaystyle x=0{,}2} und die Fahrerin sollte mit dieser Wahrscheinlichkeit falsch parken. Andersherum nehmen wir an, der Inspektor entscheidet sich mit Wahrscheinlichkeit {\displaystyle y} zu kontrollieren. Dann müssen wir {\displaystyle -90\cdot y+10\cdot (1-y)=0} lösen und erhalten {\displaystyle y=0{,}1}.
Die beiden gemischten Strategien {\displaystyle (0{,}2;0{,}8)} für Spielerin A und {\displaystyle (0{,}1;0{,}9)} für Spieler B bilden dann ein gemischtes Nash-Gleichgewicht.

## Belege
1. ↑  Robert S. Pindyck / Daniel L. Rubinfeld: Mikroökonomie, S. 662, Pearson Studium, München, 2003, ISBN 3-8273-7025-6.
2. ↑  Manfred J. Holler / Gerhard Illing: Einführung in die Spieltheorie, Springer Verlag, Heidelberg, 2008, ISBN 978-3540693727.
3. ↑  Jörg Bewersdorff: Mit Glück, Logik und Bluff: Mathematik im Spiel – Methoden, Ergebnisse und Grenzen, S. 250, Vieweg+Teubner, Wiesbaden, 2007, ISBN 3-8348-0087-2.
4. ↑  Harald Wiese: Entscheidungs- und Spieltheorie, S. 199, Springer Verlag, Berlin, 2001, ISBN 3-540-42747-3.
5. ↑  Gernot Sieg: Spieltheorie, S. 17, Oldenbourg Verlag, München, 2005, ISBN 978-3486275261.
6. ↑  Christian Rieck: Spieltheorie: Eine Einführung, S. 78, Christian Rieck Verlag, Eschborn, 2008, ISBN 3-924043-91-4.
7. ↑  Anna R. Karlin and Yuval Peres: Game Theory, Alive. 13. Dezember 2016, S. 76.